# جبهه دمکراتیک برای اتحاد مجدد سرزمین پدری
جبهه دمکراتیک برای اتحاد مجدد سرزمین پدری یا جبهه سرزمین پدری،  تشکیل شده در ۲۲ ژوئیه ۱۹۴۶، یک جبهه متحد در کره شمالی است که توسط حزب کارگران کره رهبری می‌شود. این جبهه در ابتدا جبهه دمکراتیک متحد کره شمالی خوانده می‌شد. سه حزب سیاسی کره شمالی، حزب کارگران کره، حزب سوسیال دمکراتیک کره و حزب چندویست چنگو هر سه در جبهه مشارکت دارند، گرچه تقریباً تمام قدرت در دست حزب کارگران است.
سازمان‌های عضو دیگر از جمله: اتحاد کودکان، لیگ جوانان سوسیالیست کیم ایل سونگ و لیگ دمکراتیک زنان کره و صلیب سرخ کره‌ است.